# ایست میلکریک
ایست میلکریک (به انگلیسی: East Millcreek) یک منطقهٔ مسکونی در ایالات متحده آمریکا است که در شهرستان سالت‌لیک، یوتا واقع شده‌است. ایست میلکریک ۱۱٫۵ کیلومتر مربع مساحت و ۲۱٬۳۸۵ نفر جمعیت دارد و ۱٬۴۵۴ متر بالاتر از سطح دریا واقع شده‌است.